# Lorenzo Batlle Pacheco
Lorenzo Batlle Pacheco (Montevideo, 1897 - ibídem, 1954) fou un polític i periodista uruguaià.
Fill del president José Batlle y Ordóñez i de Matilde Pacheco Stewart. Germà dels polítics Rafael i César Batlle Pacheco, els tres van tenir una destacadíssima actuació periodística al diari colorado El Día.
Va ser un gran rival del seu cosí, el president Luis Batlle Berres.
Quan va morir en 1954 se li van rendir honors de ministre d'Estat.